# Municipio de Bokescreek
El municipio de Bokescreek (en inglés: Bokescreek Township) municipio ubicado en el condado de Logan, en el estado estadounidense de Ohio. En el año 2010 tenía una población de 1338 habitantes y una densidad de 15,27 personas por km².

## Geografía
El municipio de Bokescreek se encuentra ubicado en las coordenadas 40°27′14″N 83°34′25″O / 40.45389, -83.57361. Según la Oficina del Censo de los Estados Unidos, el municipio tiene una superficie total de 87,6 km², de la cual 87,58 km² corresponden a tierra firme y (0,023%) 0,02 km² es agua.

## Demografía
Según el censo de 2010, había 1338 personas residiendo en el municipio de Bokescreek. La densidad de población era de 15,27 hab./km². De los 1338 habitantes, el municipio de Bokescreek estaba compuesto por el 97,01% blancos, el 0,82% eran afroamericanos, el 0,07% eran amerindios, el 0,37% eran asiáticos, el 0,07% eran de otras razas y el 1,64% pertenecían a dos o más razas. Del total de la población el 0,45% eran hispanos o latinos de cualquier raza.